# Gabriel de Cosnac
Pour les articles homonymes, voir Famille de Cosnac.
Gabriel de Cosnac, né en 1649 à Vic-le-Duc et mort à Die le 26 octobre 1739, est un prélat français du XVIIIe siècle. Il est fils d'Armand, baron de Cosnac, et neveu de l'archevêque Daniel de Cosnac, qui fut le dernier évêque des diocèses réunis de Valence et Die.

## Biographie
Prévôt d'Aix sous les ordres de son oncle et, à partir de 1690, abbé commendataire de Silvacane, Gabriel de Cosnac accèda aux fonctions d'agent général du clergé aux assemblées de 1701 et 1702. Il fut nommé comte-évêque de Die le 25 décembre 1701 et c'est son oncle, archevêque d'Aix, qui le consacra le 23 juillet 1702. Alors que les consuls de Die préparaient son entrée solennelle et son serment comtal de respecter les libertés municipales, il entra incognito dans sa ville et s'installa en son palais épiscopal.
En 1705, il fut député par la province de Vienne à l'assemblée générale du clergé, à Paris. Il contribua en 1710 à déjouer une tentative de soulèvement des huguenots du Dauphiné. Dans ce climat de tension, l'évêque eut à ordonner en 1715 le procès d'un protestant qui avait plusieurs fois refusé les derniers sacrements catholiques : on jugea son cadavre.
L'évêque, ne respectant ni les libertés municipales (il n'a pas prêté son serment comtal en entrant en ville), ni celles de ses chanoines, et de surcroît en procès pour la suzeraineté de Valdrôme, quitta la ville et s'installa à Grenoble durant 4 ans. Au terme du procès avec la ville (13 juin 1721), les droits des consuls furent confirmés et entérinées les charges à vie de juge mage et de maire, dépendant de l'évêque.
Cosnac fut député par la province à l'assemblée du clergé de 1725, où il retrouva son neveu et successeur, Daniel-Joseph de Cosnac. Cette assemblée comme la suivante (1730) eut à s'occuper de dresser l'état des rentes et bénéfices du clergé en vue de l'établissement d'un impôt sur les biens des ecclésiastiques.
Gabriel de Cosnac, malade dès 1732, se résigna lors d'une rechute en faveur de son neveu Daniel-Joseph le 24 avril 1734 ; ce dernier le nomma vicaire général du diocèse. Décédé en 1739, il est enseveli dans le chœur de la cathédrale, mais une réfection du pavement au XIXe siècle a fait disparaître sa pierre tombale et l'inscription qu'elle portait.